# Одрі Хепберн
О́дрі Хе́пберн (також О́дрі Ге́пберн; англ. Audrey Hepburn) МФА: [/ˈhebən/, /ˈhebə:n/], при народженні Одрі Кетлін Растон (англ. Audrey Kathleen Ruston), 4 травня 1929, Іксель, Брюссель, Бельгія — 20 січня 1993, Толошна, кантон Во, Швейцарія) — британська акторка, модель, танцюристка та благодійниця англійського й нідерландського походження. У 1953 році удостоєна премії «Оскар» за найкращу жіночу роль у фільмі «Римські канікули». Амбасадорка ЮНІСЕФ, активістка з поліпшення долі дітей у бідних країнах світу.

## Біографія

### Дитинство та юність
Одрі Кетлін Растон народилася 4 травня 1929 р. в Брюсселі у сім'ї баронеси Елли ван Гемстра (нід. Ella van Heemstra) та Джона Віктора Растона (англ. John Victor Ruston). Біографи Хепберн називали її батька англо-ірландським банкіром, проте він не був ані ірландцем, ані банкіром. Мати Одрі була нідерландською аристократкою, у родині котрої були французькі дворяни й англійські монархи (зокрема, король Едуард III). Батько згодом додав прізвище Хепберн (англ. Hepburn) до свого, і прізвище Одрі стало Хепберн-Растон. Одрі мала двох зведених братів: Олександра та Яна ван Уффорда від першого шлюбу матері з нідерландським аристократом Гендріком ван Уффордом.
Одрі відвідувала приватні школи в Англії та Нідерландах. Її мати була суворою, батько був добродушнішим, тому вона більше любила його. Проте батько покинув сім'ю, коли Одрі була ще дитиною. Згодом вона назвала його відхід найболіснішим моментом у своєму житті. Багато років потому, у 1960-х рр., Одрі знайшла свого батька в Дубліні за допомогою Червоного Хреста й підтримувала його матеріально до самої його смерті.
Після розлучення батьків у 1935 році Хепберн жила з матір'ю в Арнемі (Нідерланди) у період Другої світової війни й німецької окупації. У цей час вона взяла псевдонім Едда Ван Гемстра, виправивши для цього документи своєї матері (Елла Ван Гемстра), оскільки «англійське» ім'я вважали за небезпечне. Ця вигадка виявилася такою успішною, що багато хто вважали і вважають понині, що Едда Ван Гемстра і є справжнім ім'ям Одрі Хепберн. Остаточну крапку в цьому питанні поставив офіційний документ — метрика Одрі Кетлін Растон .
Після морського десанту союзників становище населення на окупованих німцями територіях погіршилося. Під час Нідерландського голоду узимку 1944 року нацисти конфісковували скромні запаси харчів і палива. Без тепла та їжі мешканці Нідерландів голодували, деякі замерзали на вулицях. Арнем був спустошений через бомбардування союзників. Дядька та двоюрідного брата матері Одрі німці розстріляли за участь в Русі Опору, а брата депортували до німецького концтабору. Попри це, Одрі допомагала Опору, виконуючи балетні номери, щоб зібрати засоби для підпілля, та передаючи таємні повідомлення. Вона раділа світлій порі дитинства. У 1992 році Хепберн говорила в інтерв'ю: «Поки в дитини є якийсь мінімум, вона зовсім щаслива. Я пам'ятаю, що нам бувало дуже весело. Ми ж не сиділи на підлозі й не плакали п'ять років поспіль. Звичайно, висіла тінь страху й репресій, і коїлися страшні речі».
Через виснаження заняття танцями довелось припинити. Часом було так скрутно, що цибульки тюльпанів мололи на борошно, з якого пекли тістечка й печиво. Через недоїдання в Хепберн виникли негаразди зі здоров'ям. Вона лежала в ліжку й читала, намагаючись забути про голод.
На вокзалі я багато разів бачила, як перевозять цілі поїзди євреїв, бачила усі ці обличчя над бортом вагона. І я чітко пам'ятаю хлопчика, що стояв із батьками на платформі; дуже блідий, дуже русявий, одягнений в пальто, що було йому завелике, — він увійшов до потяга. Так я, дитина, спостерігала за іншою дитиною.
  Інтерв’ю 1991 року
У цей період Одрі любила малювати, деякі з її дитячих малюнків збереглися. Після визволення Нідерландів до країни стала прибувати гуманітарна допомога. Хепберн якось згадувала, що одного разу з'їла цілу бляшанку згущеного молока.
Важкий воєнний досвід юності закарбувався в пам'яті акторки; про потреби дітей у світі Хепберн пам'ятала усе життя. Уже з 1954 року вона почала виступати в радіопередачах ЮНІСЕФ, а згодом, після завершення акторської кар'єри, цілковито присвятила себе цій справі.

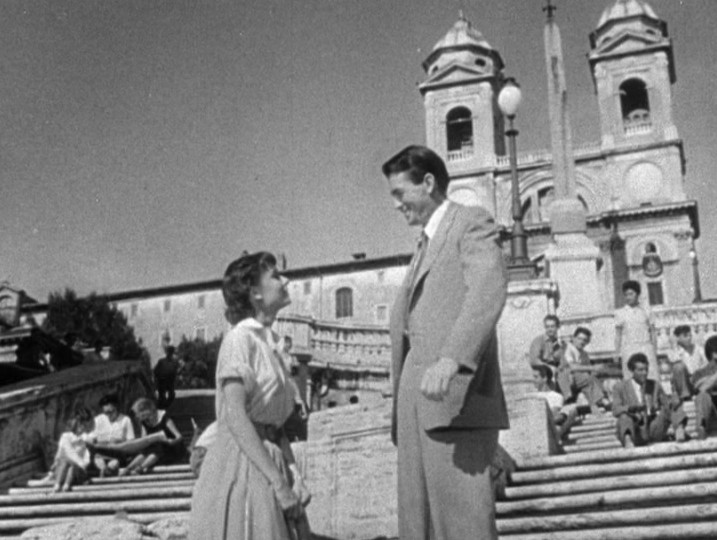
З Грегорі Пеком у фільмі «Римські канікули» (1953)

## Кар'єра
У 1945, після війни, Хепберн закінчила арнемську консерваторію й переїхала до Амстердама, де з матір'ю працювали медсестрами у будинку ветеранів. Водночас з роботою в 1946 році Хепберн навчається балету в Соні Гаскелл. У 1948 приїжджає до Лондона навчатися танцю у прославленої Марі Рамберт, видатної британської викладачки хореографії. Ймовірно, Хепберн розпитувала Рамберт про свої перспективи у балеті. Рамберт запевнила її, що вона може продовжувати працювати і матиме успіх як балерина, але її зріст (приблизно 1 м 70 см) у поєднанні з хронічним недоїданням під час війни не дозволить їй стати прима-балериною. Вважалось, що вона «занадто висока» для професійної танцюристки, бо вона була вищою від багатьох танцюристів-чоловіків. Хепберн прислухалася до думки викладачки й вирішила присвятити себе драматичному мистецтву — кар'єрі, в якій у неї було більше шансів досягти успіху. Коли Хепберн стала зіркою, Марі Рамберт сказала в інтерв'ю: «Вона була чудовою ученицею. Якби вона захотіла продовжити роботу, то могла б стати видатною балериною». Мати Хепберн працювала на принизливих для аристократки умовах, щоб прогодувати сім'ю. Одрі повинна була теж заробляти, і кар'єра акторки здавалася найприроднішим рішенням.
Акторську кар'єру Одрі Хепберн почала з навчального фільму «Нідерландська за сім лекцій». Згодом грала у музичному театрі у виставах на зразок «Високі черевики на ґудзиках» і «Пікантний соус». Першим власне художнім фільмом Хепберн став британський «One Wild Oat» (1951), де вона грала реєстраторку в готелі. Вона виконала кілька другорядних і епізодичних ролей у таких фільмах, як «Розповіді молодих дружин», «Сміх у раю», «Банда з Лавендер-Гілл» і «Дитя Монте-Карло».
Першу велику кінороль Одрі Хепберн виконала у 1951 році у фільмі «Засекречені люди», де втілила артистку балету, спираючись на власне захоплення танцем. Її талант, проявившись у цій картині, завоював схвалення критики.

### Зірка Голлівуду

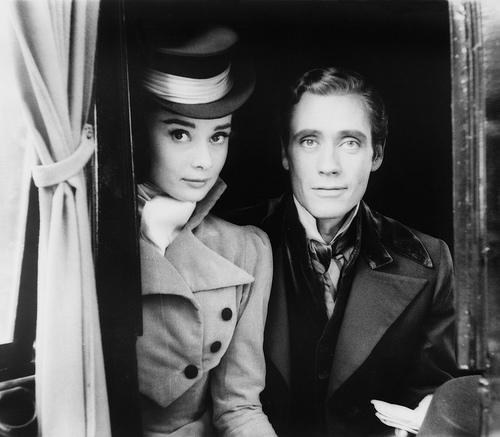
З Мелом Феррером під час зйомок фільму «Війна і мир», 1955

Після «Римських канікул» (1953) Хепберн знімалася у фільмі «Сабріна» з Гамфрі Боґартом і Вільямом Голденом. З останнім вона сподівалася одружитися і мати дітей. Припинила стосунки з ним, коли той зізнався, що зробив вазектомію.
У 1954 повернулася на театральну сцену в ролі русалки у п'єсі «Ундіна», де її партнером був Мел Феррер. 25 вересня 1954 року вона одружилася з ним в Бюрґенштоку, згодом народила сина Шона. За роль в «Ундіні» Хепберн здобула премію «Тоні» за найкращу жіночу роль у 1954 році. Ця премія, здобута тільки через 6 тижнів після «Оскару», зміцнила її репутацію акторки як кіно, так і театру. 
До середини 1950-х Хепберн стала ще й визнаною законодавицею моди (її зовнішність у стилі гамін (струнка великоока жінка у хлопчакуватому вбранні й популяризувався значною мірою саме завдяки Хепберн) і широко визнане почуття елегантності мали багатьох шанувальників і наслідувачів. Так, після виходу фільму «Сабріна» глибокий чотирикутний виріз стали називати «Сабріна-декольте».
Ставши однією з найпопулярніших акторок, упродовж свого творчого життя Одрі Хепберн знімалася з такими зірками, як Фред Астер («Кумедне обличчя») (1957), Моріс Шевальє і Гері Купер («Любов після полудня»), Джордж Пеппард («Сніданок у Тіффані») (1961), Кері Ґрант («Шарада»), Рекс Гаррісон («Моя чарівна леді»), Пітер О'Тул («Як украсти мільйон») і Шон Коннері («Робін і Меріан»). 
Багато хто зі сценічних партнерів Хепберн стали згодом її друзями. Рекс Гаррісон назвав Хепберн своєю найулюбленішою партнеркою. Кері Ґрант одного разу пожартував: «Усе, чого я б хотів як подарунка на Різдво, — це знятися ще в одному фільмі з Одрі Хепберн». Грегорі Пек став її другом на все життя. Після смерті Хепберн він вийшов до журналістів і зі сльозами прочитав її улюблений вірш «Вічна Любов» (Unending Love). Дехто вважав, що Гамфрі Богарт не ладнав з Хепберн. Хепберн казала: «Іноді саме так звані „круті хлопці“ насправді виявляються найбільш м'якосердими, як Богарт був зі мною».

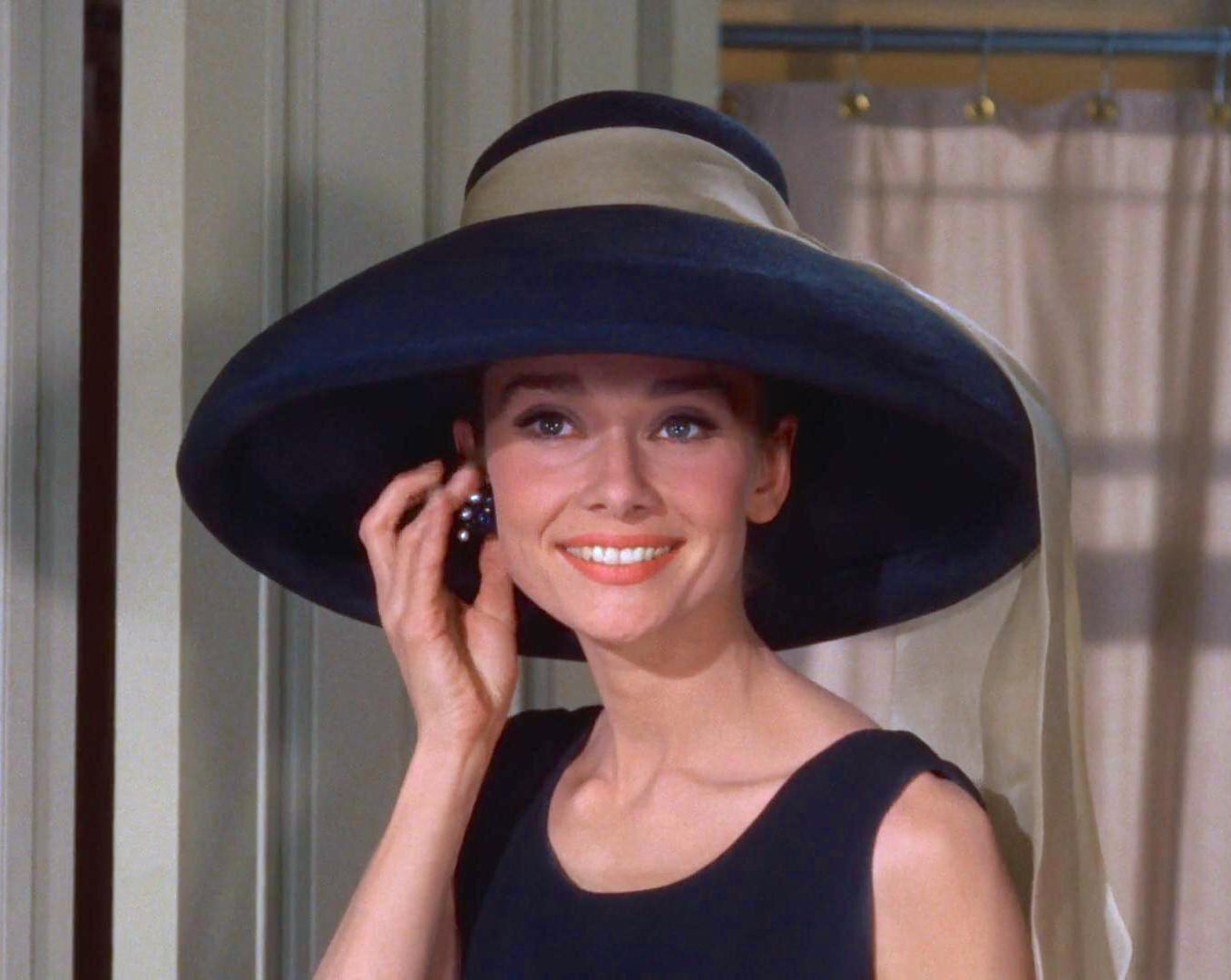
У фільмі «Сніданок у Тіффані», 1961

Роль Голлі Ґоулайтлі, яку Хепберн виконала у фільмі «Сніданок у Тіффані» у 1961 році, стала одним з найкультовіших образів американського кіно XX століття. Хепберн назвала цю роль «найджазовішою» у своїй кар'єрі. Коли її запитали, в чому полягала складність цієї ролі, Хепберн сказала: «Я інтровертка. Грати дівчину-екстравертку виявилося найскладнішою річчю, яку я колись робила». На зйомках вона носила стильний одяг (відома «маленька чорна сукня», яка після виходу фільму на екрани стала хітом), який створила разом з Живанші, і додала висвітлені пасма до свого каштанового волосся. Цей стиль вона зберегла й поза зйомками. Дружбу з Живанші акторка пронесла через усе життя, ставши його постійною клієнткою. Свої перші парфуми L'Interdit (Заборона) Юбер присвятив саме Одрі.

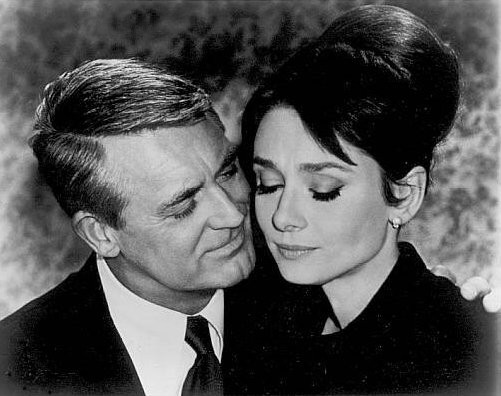
З Кері Грантом у фільмі «Шарада» (1963)

Знімалася в 1964 році у мюзиклі «Моя чарівна леді», появи якого чекали з нетерпінням, подібним до фільму «Віднесені вітром». Хепберн обрали на роль Елізи Дуліттл замість Джулії Ендрюс, яка вже виконувала цю роль на Бродвеї. Не запрошувати Ендрюс вирішено ще до затвердження Хепберн на роль. Спочатку Хепберн відхилила пропозицію й попросила Джека Ворнера, що був продюсером фільму, віддати роль Ендрюс, але коли їй повідомили, що знімати будуть або її, або Елізабет Тейлор, вона погодилася. За статтею у Soundstage magazine, «усі погодилися, що коли Джулії Ендрюс не буде у фільмі, Одрі Хепберн є чудовим вибором». До речі, Джулія Ендрюс повинна була грати у «Мері Поппінс», фільмі, що виходив у тому ж році, що й «Моя чарівна леді».
Спершу Хепберн записала вокальні партії для ролі, але згодом задум студії змінився, тож знайшли професійну співачку Марні Ніксон, що мала дублювати всі її пісні. Хепберн розгнівано залишила знімальний майданчик, коли їй розповіли про це. Наступного дня вона повернулася та вибачилась за свою реакцію. У результаті більшість пісень у фільмі виконані саме голосом Ніксон. Плівки з записом деяких пісень у виконанні Хепберн існують, вони потрапили до документальних фільмів і DVD-версії фільму. Деякі вокальні номери у виконанні Хепберн залишилися у фільмі. Це «Just You Wait» та уривки з «I Could Have Danced All Night». Хепберн згодом казала, що, ймовірно, відмовилась би від ролі, якби знала, що її вокал буде замінено.
Інтрига з приводу розподілу ролей досягла кульмінації у сезоні 1964—1965, коли Джулія Ендрюс висувалася на «Оскар» за роль Мері Поппінс. При наближенні церемонії ЗМІ намагалися зіграти на суперництві акторок, хоча обидві заперечували, що між ними є якісь непорозуміння. Хепберн не номінували, а Джулія Ендрюс дістала свій «Оскар» за найкращу жіночу роль.
З 1967 року, після 15 успішних років у кінематографі, Одрі Хепберн знімалася вряди-годи. Розлучившись з Мелом Феррером, вона одружилася з італійським психіатром Андреа Дотті, народила другого сина Люка й переїхала до Італії. Вагітність протікала важко та вимагала майже постійного перебування в ліжку. На початку 1970-х в Італії зросла активність терористів «Червоних бригад». Хепберн розлучається з Дотті й намагається повернутися до кіно, знявшись із Шоном Коннері у фільмі «Робін і Меріан» (1976). Фільм визнали посереднім, далеким від звичайних високих оцінок фільмів з Хепберн. На подив близьких, вона відкинула явно написану для неї роль колишньої балерини в «Поворотному пункті» (цю роль отримала Ширлі Мак Лейн, і успішний фільм зміцнив її кар'єру). Хепберн згодом сказала, що найбільше вона шкодує, що відмовилась від цієї ролі.
У 1979 році зробила ще одну спробу повернутися, знявшись у фільмі «Кровний зв'язок». Книги Сідні Шелдона були такі популярні, що його ім'я внесли до назви фільму, і через це, очевидно, Хепберн вважала фільм приречений на успіх. Але критики, навіть прихильні до Хепберн, не могли рекомендувати фільм через очевидну банальність матеріалу.
У 1980 році почала стосунки з данським актором Робертом Волдерсом, які тривали до її смерті.
Останню головну роль у кіно Одрі Хепберн виконала в парі з Беном Газзара в комедії «Вони всі сміялися», невеликій, стильній та світлій картині Пітера Богдановича. Фільм мав успіх у критики, але був затьмарений жорстоким убивством однієї з його зірок — подруги Богдановича Дороті Страттен.
У 1987 році знімалася з Робертом Вагнером в іронічному детективному телефільмі «Любов серед злодіїв», який запозичив елементи з деяких її знаменитих фільмів, таких як «Шарада» і «Як украсти мільйон». Фільм мав помірний успіх, причому Хепберн сама говорила, що брала участь у ньому заради розваги.
Останньою роллю Одрі Хепберн у кіно, так званою камео, була роль янгола у фільмі Стівена Спілберга «Завжди» (1989).

### Співпраця з ЮНІСЕФ
Незабаром після останньої появи в кіно Хепберн була призначена спеціальною амбасадоркою ЮНІСЕФ. Почуваючи вдячність за власний порятунок у період після нацистської окупації, вона присвятила залишок своїх днів поліпшенню долі дітей, які живуть у бідних країнах світу. Робота Хепберн значно полегшувалася завдяки знанню мов. Вона розмовляла нідерландською, англійською, французькою, іспанською й італійською. Вивчила також італійську, живучи в Римі. Іспанську вивчила самостійно, і є відео ЮНІСЕФ, де Хепберн вільно говорить іспанською з жителями Мехіко.
Хоча Хепберн стала співпрацювати з ЮНІСЕФ ще в 1954 році, беручи участь у радіопередачах, тепер це стало для неї вагомішою справою. Близькі свідчать, що думки про безпорадних дітей на межі загибелі переслідували її все життя. Перша місія Хепберн була в Ефіопії у 1988 році. Відвідавши дитячий будинок з 500 голодними дітьми, Хепберн домоглася, щоб ЮНІСЕФ вислав їжу.
У серпні 1988 року Хепберн їздила до Туреччини для участі в кампанії з імунізації. На думку акторки, Туреччина була найяскравішим прикладом можливостей ЮНІСЕФ. Повернувшись, вона сказала: «Армія дала нам вантажівки, торговці рибою дали вагони для вакцини, і, як тільки дату призначили, знадобилось лише 10 днів, щоб прищепити всю країну. Непогано».
У жовтні цього ж року Хепберн поїхала до Південної Америки, де відвідала Венесуелу й Еквадор. Хепберн говорила: «Я бачила, як крихітні гірські громади, нетрі і стихійні поселення якимось дивом вперше дістали системи водопостачання, і цим дивом був ЮНІСЕФ. Я бачила, як діти будували самі собі школи з цегли й цементу, наданих ЮНІСЕФ».
У лютому 1989 року Хепберн поїздила країнами Центральної Америки, де зустрічалася з главами Гондурасу, Сальвадору та Гватемали. У квітні в межах місії «Операція Лінія Життя» вона разом з Робертом Волдерсом відвідала Судан. Через громадянську війну харчі з гуманітарної допомоги не надходили. Отож метою місії було постачати харчі до Південного Судану.
У жовтні того ж року Хепберн і Волдерс відвідали Бангладеш.
У жовтні 1990 року Хепберн поїхала до В'єтнаму, намагаючись налагодити співпрацю уряду з ЮНІСЕФ у межах програм імунізації та забезпечення питною водою.
Остання поїздка Хепберн (до Сомалі) відбулася за чотири місяці до смерті, у вересні 1992 року.
У 1992 році президент США Джордж Буш нагородив Одрі Хепберн президентською медаллю свободи на знак визнання її роботи у рамках ЮНІСЕФ, а Американська академія кіномистецтва нагородила її Гуманітарною премією ім. Жана Гершолта за допомогу людству. Ця премія була присуджена посмертно і вручена її синові.

### Хвороба і смерть
Під час поїздки до Сомалі в Хепберн почалися нестерпні болі в животі. Вона нікому не сказала, щоб її супровід не надумав відразу згорнути програму поїздки. До лікаря вона звернулася, тільки повернувшись з Африки. Діагностували рак. Одрі Хепберн померла 20 січня 1993 року в маленькому швейцарському містечку Толошеназ неподалік Лозанни.

## Фільмографія
| Рік  |    | Українська назва            | Оригінальна назва      | Роль |
| ---- | -- | --------------------------- | ---------------------- | ---- |
| 1948 | ф  | Нідерландська за сім уроків | Nederlands in 7 Lessen |      |
| 1951 | ф  | Банда з Лавендер Гілл       | The Lavender Hill Mob  |      |
| 1951 | ф  | Розповіді молодих дружин    | Young Wives' Tale      |      |
| 1951 | ф  | Зернятко дикого вівса       | One Wild Oat           |      |
| 1951 | ф  | Сміх у раю                  | Laughter in Paradise   |      |
| 1951 | ф  | Дитя Монте-Карло            | Monte Carlo Baby       |      |
| 1952 | ф  | Засекречені люди            | The Secret People      |      |
| 1953 | ф  | Римські канікули            | Roman Holiday          |      |
| 1954 | ф  | Сабріна                     | Sabrina                |      |
| 1956 | ф  | Війна і мир                 | War and Peace          |      |
| 1957 | ф  | Кохання після полудня       | Love in the Afternoon  |      |
| 1957 | ф  | Забавне личко               | Funny Face             |      |
| 1957 | ф  | Mayerling                   | Mayerling              |      |
| 1959 | ф  | Історія черниці             | The Nun's Story        |      |
| 1959 | ф  | Зелені помістя              | Green Mansions         |      |
| 1960 | ф  | Непрощені                   | The Unforgiven         |      |
| 1961 | ф  | Сніданок у Тіффані          | Breakfast at Tiffany's |      |
| 1961 | ф  | Дитяча година               | The Children's Hour    |      |
| 1963 | ф  | Шарада                      | Charade                |      |
| 1964 | ф  | Моя прекрасна леді          | My Fair Lady           |      |
| 1964 | ф  | Париж, коли там спека       | Paris When It Sizzles  |      |
| 1966 | ф  | Як украсти мільйон          | How to Steal a Million |      |
| 1967 | ф  | Двоє в дорозі (фільм, 1967) | Two for the Road       |      |
| 1967 | ф  | Дочекайся темряви           | Wait Until Dark        |      |
| 1976 | ф  | Робін і Меріан              | Robin and Marian       |      |
| 1979 | ф  | Кровний зв'язок             | Bloodline              |      |
| 1981 | ф  | Вони всі сміялися           | They All Laughed       |      |
| 1987 | тф | Любов серед злодіїв         | Love Among Thieves     |      |
| 1989 | ф  | Завжди                      | Always                 |      |